# Хісела Морон
Хісела Морон (ісп. Gisela Morón, 25 січня 1976) — іспанська синхронна плавчиня.
Призерка Олімпійських Ігор 2008 року.
Чемпіонка світу з водних видів спорту 2009 року, призерка 2003, 2005, 2007 років.